# Lidia Milka-Wieczorkiewicz
Lidia Anna Milka-Wieczorkiewicz (ur. 29 maja 1956 w Niegoszowicach) – polska historyczka i dyplomatka, ambasador RP w Tunezji (2016–2022), zaś w latach 2006–2011 Ambasador RP w Algierii (2009–2011, akredytowana także w Burkinie Faso i w Mali).

## Życiorys
W 1975 ukończyła liceum w Dąbrowie Górniczej. W latach 1975–1977 studiowała historię na Uniwersytecie Śląskim w Katowicach, od 1977 kontynuowała studia w Instytucie Historycznym Uniwersytetu Warszawskiego, ukończyła je w 1979. Następnie podjęła pracę na macierzystej uczelni, w 1988 uzyskała stopień doktora nauk humanistycznych w zakresie historii. Pracę doktorską napisaną pod kierunkiem Andrzeja Bartnickiego poświęciła tematowi polityki Francji wobec Maroka.
W pracy naukowej zajmuje się w szczególności problematyką historii krajów Bliskiego Wschodu i Afryki Północnej oraz francuskiej polityki kolonialnej. Odbyła staże naukowe we Francji i Maroku. Pełniła funkcję sekretarza Komisji Krajów Pozaeuropejskich Polskiego Towarzystwa Historycznego. Publikowała w polskich, francuskich i marokańskich czasopismach naukowych.
W 1989 rozpoczęła pracę w służbie dyplomatycznej RP. Przez kilka lat pracowała na placówce w Rabacie, gdzie pełniła funkcję kierownika wydziału konsularnego w randze II i I sekretarza. Od 1997 była radcą ministra w Departamencie Afryki i Bliskiego Wschodu Ministerstwa Spraw Zagranicznych. W 1999 objęła stanowisko radcy w ambasadzie w Libanie. Przez prawie półtora roku kierowała tą placówką jako Chargé d’affaires. Po powrocie do Polski w latach 2004–2006 była sekretarzem generalnym Polskiego Komitetu ds. UNESCO.
W 2006 objęła kierownictwo polskiej ambasady w Algierii. 22 lipca 2009 została mianowana także ambasadorem w Burkinie Faso i w Mali. Odwołana z tych stanowisk została w dniu 23 marca 2011, z mocą jednak od 28 lutego 2011. Następnie pracowała w Biurze Dyrektora Generalnego MSZ, a od 2015 ponownie w Ambasadzie RP w Rabacie na stanowisku konsularnym. Od 3 sierpnia 2016 do 30 czerwca 2022 była ambasadorem w Tunezji.
Zna angielski i francuski. Jej mężem był historyk Paweł Wieczorkiewicz.

## Publikacje
- Droga do niepodległości: polityka Francji wobec Maroka w latach 1944–1953, Warszawa: Wydawnictwa Uniwersytetu Warszawskiego, 1993.